# Dům čp. 216 (Štramberk)
Dům čp. 216 stojí na ulici Plaňava ve Štramberku v okrese Nový Jičín. Roubený dům byl postaven na začátku 19. století. Byl zapsán do Ústředního seznamu kulturních památek ČR před rokem 1988 a je součástí městské památkové rezervace.

## Historie
Podle urbáře z roku 1558 bylo na náměstí postaveno původně 22 domů s dřevěným podloubím, kterým bylo přiznáno šenkovní právo, a sedm usedlých na předměstí. Uprostřed náměstí stál pivovar. V roce 1614 je uváděno 28 hospodářů, fara, kostel, škola a za hradbami 19 domů. Za panování jezuitů bylo v roce 1656 uváděno 53 domů. První zděný dům čp. 10 byl postaven na náměstí v roce 1799. V roce 1855 postihl Štramberk požár, při němž shořelo na 40 domů a dvě stodoly. V třicátých letech 19. století stálo nedaleko náměstí ještě dvanáct dřevěných domů.
Původní roubený dům čp. 216 byl postaven na začátku 19. století. V průběhu doby byl rekonstruován a rozšířen o zděnou část. Objekt je příkladem původní předměstské zástavby ve Štramberku.

## Stavební podoba
Dům je přízemní roubená stavba na obdélném půdorysu, je orientován okapovou stranou podél ulice a svahu. Dispozice je dvojdílná s síní a jizbou, k níž je přistavěna zděná kuchyně. Stavba je roubená z přitesaných kuláčů. Je postavena na vysoké omítnuté kamenné podezdívce, která vyrovnává svahovou nerovnost, je podsklepena s vchodem na severní straně. Na této straně je ke podezdívce přistavěna malá dřevěná hospodářská přístavba s pultovou střechou. Štítové průčelí v roubené části obrácené do ulice je dvouosé, zděná přístavba má jedno okno. Štít je trojúhelníkový svisle bedněný s výzorníky a podlomenicí v patě štítu. Střecha je sedlová krytá plechem.